# Alpe Rauz
Die Alpe Rauz ist eine kleine Rotte in der Arlbergregion und im Klostertal in Vorarlberg und gehört zur Gemeinde Klösterle im Bezirk Bludenz.
Sie ist Ausgangspunkt dreier Seilbahnen (Flexenbahn, Albonabahn und Valfagehrbahn) und damit zentraler Punkt des Skigebietes Ski Arlberg, welches aktuell (Stand 2024) das größte Skigebiet Österreichs ist.

## Geografie, Wetter
Die Alpe Rauz (1629 m ü. A.) liegt direkt unterhalb des Arlbergpasses (1793 m ü. A.) an der Grenze zu Tirol, zwischen Vallugagruppe der Lechtaler Alpen und Kaltenberggruppe des Verwallgebirges.
Die Rotte umfasst etwa 11 Gebäude.
Die Alpe Rauz ist mit einer Seehöhe von 1629 m ü. A. einer der höchstgelegenen Schiorte Österreichs und der Ostalpen und umfasst etwa 11 % des Gemeindegebiets von Klösterle. Die Region um den Arlbergpass ist für die Wetterstürze auch im Sommer bekannt.
Nachbarorte:
Die Alpe Rauz gilt auch als eines der schneereichsten Gebiete in Vorarlberg. Auf der Alpe Rauz befindet sich in 1650 m ü. A. eine Wetterstation.

## Wortherleitung
Der Name Rauz (früher auch Rautz / Rutz / Ruz) leitet sich vermutlich von reuten / rotten / roden ab (im Sinne von reißen, Wurzeln und Baumstöcke aus der Erde reißen).

## Wirtschaft

### Alpwirtschaft
Die Alpe Rauz wurde jahrzehntelang mit Vieh der Bauern der liechtensteinischen Gemeinde Gamprin bestoßen. Die Alpgebäude befinden sich hinter dem Parkplatz der Valfagehrbahn in 1628 m. Die Alpe selbst wurde um 60.000 Kronen am 23. Februar 1914 gekauft (Vorvertrag), wobei die Alpe mit etwa 7 km² größer ist als das Gemeindegebiet Gamprin in Liechtenstein. Die Alpe Rauz gilt als Liechtensteinische Eigenalpe im Ausland. Jährlich werden etwa 200 Tiere, vorwiegend aus Liechtenstein, Vorarlberg und der Schweiz, zur Sömmerung auf die Alpe gebracht.

### Fremdenverkehr
Die Alpe Rauz stellt sich heute als überwiegender Fremdenverkehrsort im Zentrum der Arlbergregion dar und gehört mit zur (mit Tirol) grenzübergreifenden Wintersportkooperation Ski Arlberg.
Der Akademische Skiclub Tübingen (ASCT) hat auf der Alpe Rauz eine Skihütte, welche 1966 in Betrieb genommen wurde, das Rudi-Kissel-Haus (bei den Arlbergern auch als „Weißes Haus“ bekannt).

### Infrastruktur

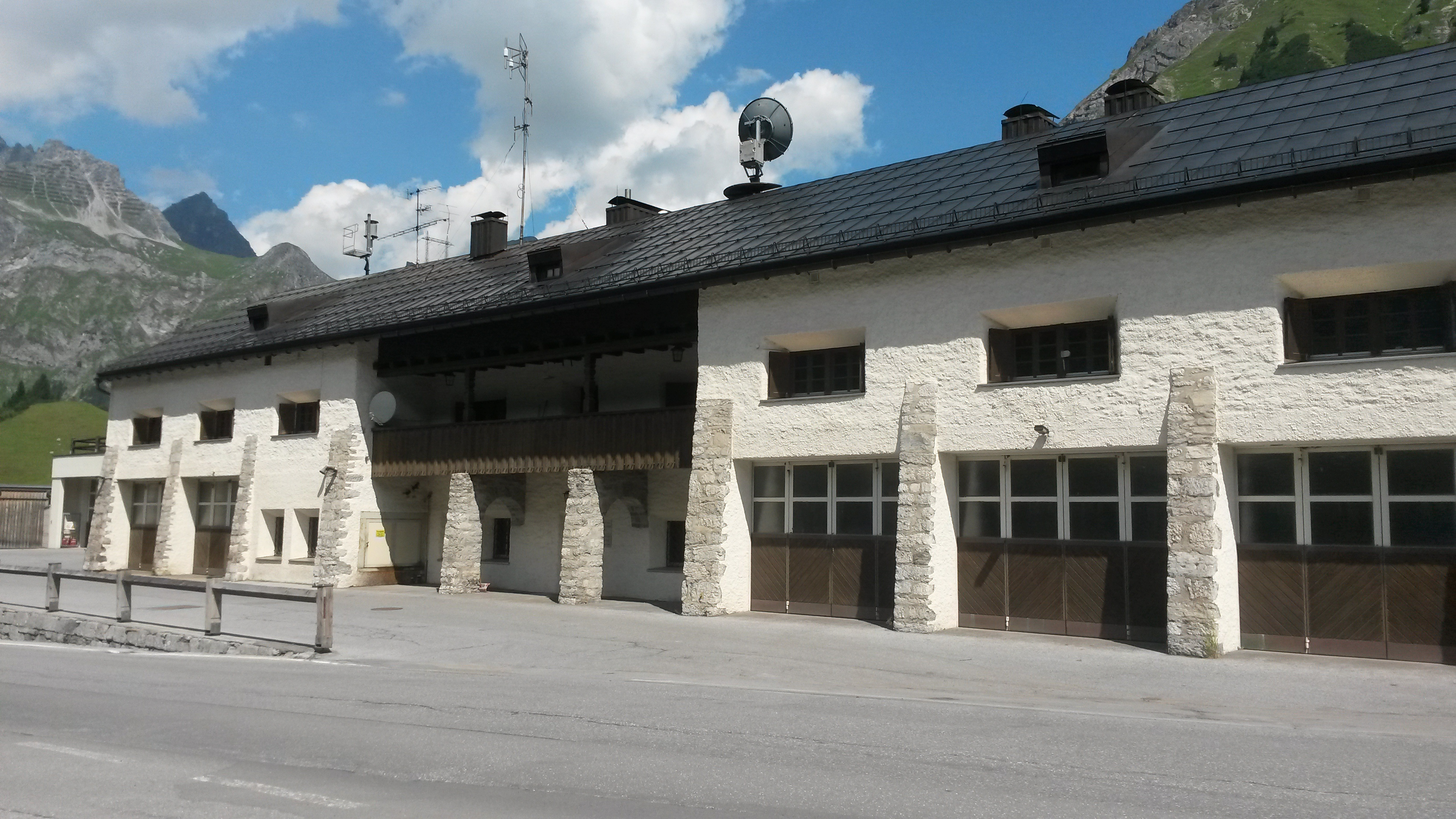
Alpe Rauz – Landesstraßenbauhof (erbaut 1939)

In Rauz befindet sich ein für den Winterdienst wichtiger Landesstraßenbauhof (1939) sowie ein für die Region zentrales Umspannwerk der Vorarlberger Energienetze. Für den Tourismus im Winter entscheidend sind die drei Seilbahnen die in das Skigebiet Ski Arlberg führen.

### Bergbau
Im Frühmittelalter wurde in diesem Gebiet Erz abgebaut. Im 20. Jahrhundert wurden lediglich noch etwas Steine und Schotter gewonnen, wobei der Abbau von Gestein vor allem für den Bau der Arlbergbahn (ab 1880) in größerem Umfang sowie für den Unterhalt der Arlbergstraße und Flexenpassstraße erforderlich war.

### Jagd
Die Alpe Rauz ist eine Eigenjagd mit geringer Wilddichte (vor allem Gams- und Steinwild) und wird von der Gemeinde Gamprin verpachtet.

### Projekt Windpark Alpe Rauz
2021 beschloss die Gemeinde Gamprin, das Potential von Windenergie auf ihrem Gebiet der Alpe Rauz zu ermitteln. Aufgrund guter Voraussetzungen wurde das Projekt Windpark Alpe Rauz / Windpark Arlberg definiert und begonnen, selbiges in den Medien zu präsentieren. Die Projektentwicklung wurde in Zusammenarbeit zwischen gemeindeeigener Bauverwaltung, dem Verein LIGEN sowie beauftragten Fachfirmen durchgeführt. Nachdem gezeigt wurde, dass auf dem Gebiet der Alpe Rauz ein entwicklungswürdiges Windpotential vorhanden ist, möchte die Gemeinde Gamprin geeignete Partner in das Projekt einbinden.
Das Projekt umfasst einen „Windpark“, der im südlichen Teil der Alpe entstehen wird. Es ist dies der Teil der Alpe, welcher südlich der Arlberg-Passstraße liegt und auf der Höhe des Brunnenkopfs an die Alpe Albona angrenzt. Dieser Teil der Alpe Rauz ist über eine von Lastkraftwagen befahrbare Bergstraße erschlossen. Auch verlaufen die Freileitungen der Höchstspannungsversorgung in diesem Gebiet und die Verbindung zu dem Umspannwerk befindet sich im unteren Teil der Hochtallage.

## Verkehr, Straßenverbindung
Die Verbindung über Stuben, die Alpe Rauz, Arlbergpass nach St. Anton am Arlberg war im Laufe der letzten Jahrtausende je nach politischer und wirtschaftlicher Lage stärker oder schwächer frequentiert (Altstraße), wobei etwa im 14. Jahrhundert ein etwas besserer Fuhrweg bestanden haben soll (gleichwohl konnte das Fuhrwerk von Papst Johannes XXIII. auf der Fahrt über den Arlberg zum Konstanzer Konzil im Jahr 1414 umstürzen).
Am 11. Oktober 1897 wurde das erste Teilstück der neuen Flexenstraße (Lechtalstraße L 198) bis zur Passhöhe (durch die Flexengalerie zum Flexenpass) feierlich eingeweiht. Diese neue Straßenverbindung ins Hochtannberggebiet nach Zürs und Lech wurde von einer Abzweigung von der Arlbergstraße (L 197) bei der Alpe Rauz gebaut und im Fels verlegt und besteht (noch) weitgehend in dieser Trassenführung bis heute. 1909 wurde diese Straße bis in das Tiroler Lechtal weiter verlängert (siehe auch Anschluss an die L 200). Zuvor bestand nur ein Saumweg.
Die Fernverkehrsstraße 17 (FVS 17) (Bundesstraße 17) wurde am 17. Januar 1932 eingeführt und führte als Reichsstraße 17 (R 17) von Augsburg, dem heutigen Verlauf der B 17 (ohne Ortsumgehungen) folgend bis an die Reichsgrenze zu Österreich. Nach dem Anschluss Österreichs im Dritten Reich (1938) wurde die Strecke über Ullrichsbrücke (R 309), Reutte (R 309), Weißenbach am Lech (R 308) und Warth (Vorarlberg) zur Alpe Rauz am Arlberg (R 31) verlängert.
Mit dem Bundesstraßengesetz von 1971 wurde die Passstraße zur Bundesstraße B 197 (seit 2002 Landesstraße B 197) Langen am Arlberg – St. Anton am Arlberg. Die Arlbergstraße (B 197) hat nur bei Lawinengefahr zeitweise Wintersperre. Diese direkt an der Alpe Rauz vorbeiführende Straße ist mit einem Fahrverbot für Zugfahrzeuge mit Anhänger belegt (Denzel-Alpenstraßen-Skala SG 2).
Die Lechtalstraße zwischen der Alpe Rauz und Zürs wird bei extremen Neuschneemengen fallweise gesperrt, wodurch die Wintersportorte Zürs bzw. Lech teilweise nicht mehr auf dem Straßenweg erreichbar sind. Daher wurde die Straße angepasst und teilweise neu angelegt. Das Straßenstück ab der ehemals letzten Kehre bis zur Abzweigung nach Zürs und Lech auf der Alpe Rauz wurde für den öffentlichen Verkehr gesperrt (Posteck). Die aktuelle Straße führt von der ehemals letzten Kehre in fünf neuen Kehren Richtung Nordosten zur Flexengalerie. Von dort teilt sich die Straße in Richtung Zürs und in die Richtung Alpe Rauz.

## Wintersport

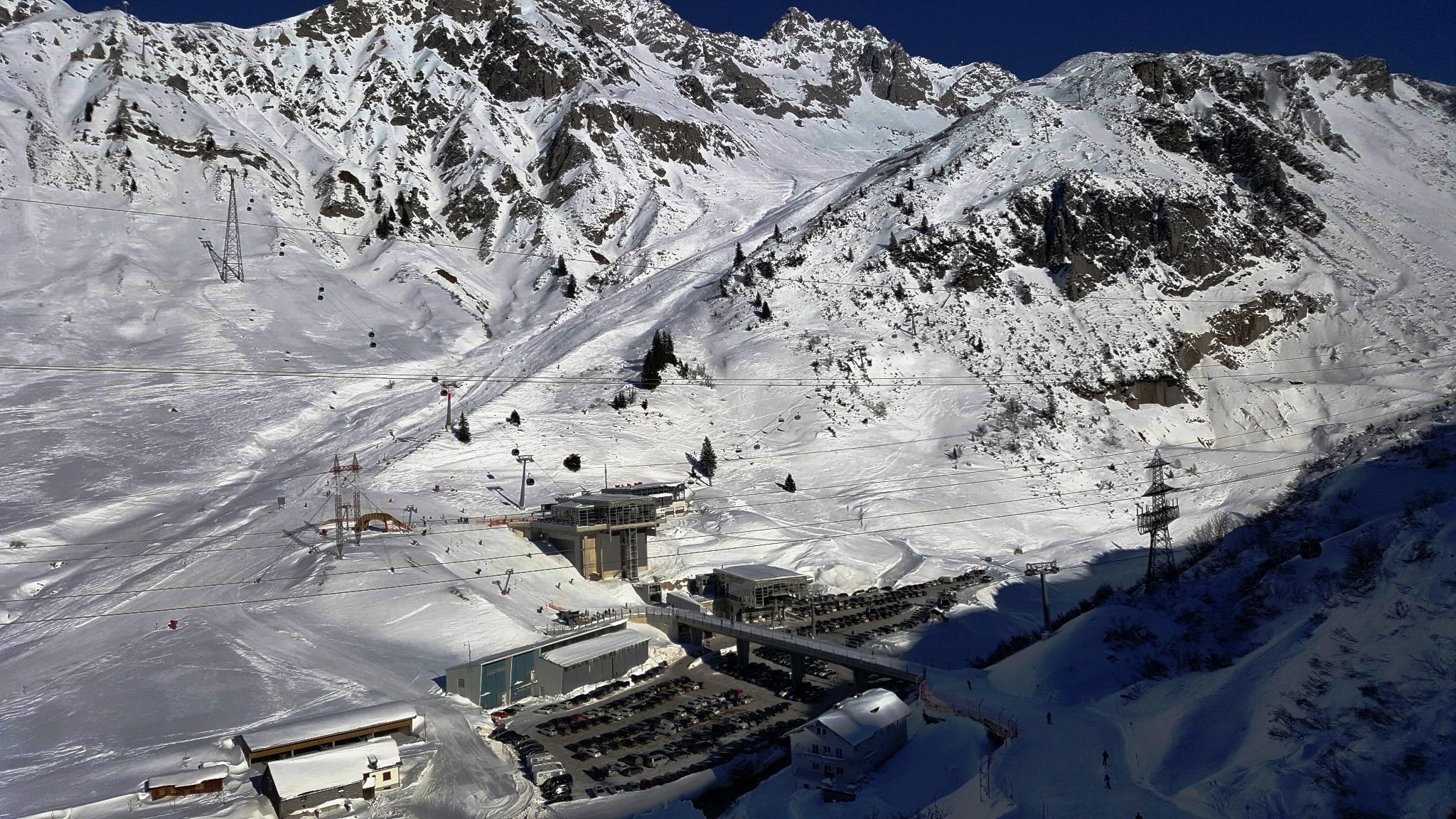
Seit 2016 ist die Alpe Rauz durch die neue Flexenbahn und Albonabahn, sowie durch den vergrößerten Parkplatz zentraler Punkt des größten Skigebiets Österreichs (Ski Arlberg).

Die Alpe Rauz ist Ausgangspunkt der seit 2005 als 6er-Sesselbahn bestehenden Valfagehrbahn und seit 2016 der beiden neuen 10er Gondelbahnen Flexenbahn und Albonabahn II. Seit 2016 zählt die Alpe Rauz damit zu einem der zentralen Punkte des Skigebiets Ski Arlberg, welches dadurch seither das größte Skigebiet Österreichs ist. Im Jahr 2016 wurde außerdem der Schlepplift Rauzlift errichtet, er dient zur besseren Erreichbarkeit der Seilbahnen und zur Erschließung einer kurzen Piste. Der Schlepplift überwindet auf einer Streckenlänge von 106 m einen Höhenunterschied von 30 hm. Die Fahrt von der Talstation  zur Bergstation  dauert eine Minute.
Beim Ausbau der Alpe Rauz wurde außerdem der Parkplatz vergrößert und teilweise asphaltiert.  Über eine Rolltreppe und einen Fahrstuhl gelangt man nun bequem vom Parkplatz aus bis zu den Talstationen.
Die Alpe Rauz ist einer der Startpunkte der berühmten Skirunde Run of Fame.

## Wandern
Im Sommer ist die Ulmer Hütte ein Stützpunkt des Lechtaler Höhenweges und vom Parkplatz der Alpe Rauz in etwa 2 Stunden erreichbar. Über die Sesselbahn Valfagehrbahn ist die Ulmer Hütte von der Alpe Rauz an der Arlbergpassstraße bequem erreichbar, wobei die Valfagehrbahn nur noch im Winter betrieben wird. Die Talstation der 1938 errichteten Materialseilbahn zur Ulmer Hütte befindet sich etwas oberhalb der Alpe Rauz (Felseneck) (hinter der Garage mit der Aufschrift „Ulmer Hütte“).
Die Kaltenberghütte ist von der Alpe Rauz in etwa 2 Stunden erreichbar.